# Adam Aumer
Adam Aumer (ur. 1918, zm. 1995) – pułkownik Wojska Polskiego.

## Życiorys
Od 1941 pełnił służbę w Armii Czerwonej, skąd przeszedł do formowanego na terytorium ZSRR ludowego WP. W stopniu plutonowego był dowódcą drużyny topograficznej baterii sztabowej 3 pułku artylerii ciężkiej, a następnie walczył w szeregach 1 Brygady Artylerii Armat im. gen. Józefa Bema.
Po ukończeniu Oficerskiej Szkoły Artylerii pełnił służbę na stanowisku zastępcy dowódcy baterii do spraw politycznych. W latach 40. był szefem Wydziału V Inspekcji Oddziału I Organizacyjnego Głównego Zarządu Polityczno-Wychowawczego WP. W następnych latach był zastępcą szefa i szefem wydziału politycznego jednostki wojskowej, zastępcą szefa i pełniącym obowiązki szefa Zarządu Politycznego Śląskiego Okręgu Wojskowego.
W latach 1956–1957 był zastępcą dowódcy – szefem Zarządu Politycznego Pomorskiego Okręgu Wojskowego, a następnie zastępcą dowódcy – szefem Zarządu Politycznego Inspektoratu Lotnictwa oraz zastępcą dowódcy – szefem Zarządu Politycznego Wojsk Lotniczych i Obrony Przeciwlotniczej i Obszaru Kraju.
Był również sekretarzem naukowym Rady Naukowej MON do spraw Psychologii i Socjologii Wojskowej. Ostatnio był sekretarzem Rady Nauk Społecznych MON.
Od 1976 w stanie spoczynku. Pożegnany oficjalnie przez wiceministra obrony narodowej, szefa Głównego Zarządu Politycznego WP, gen. broni Włodzimierza Sawczuka.
W latach 1985–1990 pracował społecznie w Radzie Ochrony Pamięci Walk i Męczeństwa na stanowisku rzecznika prasowego.
Pochowany na Cmentarzu Wojskowym na Powązkach (kwatera G-2b-57). W pogrzebie uczestniczyło szereg generałów i oficerów Wojska Polskiego, m.in. generałowie Tadeusz Tuczapski, Czesław Piotrowski, Edwin Rozłubirski, Roman Paszkowski, Mieczysław Grudzień, Lucjan Czubiński, Jan Raczkowski.

## Życie prywatne
Mieszkał w Warszawie. Żonaty z Kazimierą z domu Sitarską (1925-2016).

## Ordery i odznaczenia
- Order Sztandaru Pracy I klasy
- Krzyż Oficerski Orderu Odrodzenia Polski
- Krzyż Kawalerski Orderu Odrodzenia Polski
- Order Krzyża Grunwaldu III klasy
- Srebrny Medal „Zasłużonym na Polu Chwały”
- Medal „Za udział w walkach o Berlin”
- Medal Zwycięstwa i Wolności 1945
- Odznaka „Za Zasługi dla ZBoWiD” (1987)[2]
- inne odznaczenia